# ゴッドファーザー (TVゲーム)
『ゴッドファーザー』（英題：The Godfather: The Game）はエレクトロニック・アーツが2007年1月25日に日本で発売したコンピュータゲーム。原作は1972年の映画『ゴッドファーザー』。ジャンルはクライムアクション。
2007年10月11日、PlayStation 3用「ゴッドファーザー ドン・エディション」日本語版が、エレクトロニック・アーツから7,329円（税込）で発売された。
2008年3月19日にはPlayStation 2版がベストプライス版として再発売された。
日本国外ではMicrosoft Windows、Xbox、PlayStation Portable、Wiiでも発売されている。

## 概要
プレイヤーはコルレオーネ・ファミリーの一員である主人公を操り、幹部から与えられるミッションをクリアしていき、最終的にはドンの地位にまで上り詰めるのが目的である。ミッションの種類は殺人・護衛・買収など豊富に用意されている。

## ストーリー
ニューヨークに住むしがない若者の主人公は、この町でのし上がるため、コルレオーネ・ファミリーの一員となることを決意する…。

## 舞台
1940年代のニューヨーク。当時の街並みが忠実に再現されている。

## ゲームシステム
- 主人公の容姿や服装をカスタマイズすることが可能。
- ライバルファミリーが警護している店舗や倉庫のオーナーをゆすることでコルレオーネ・ファミリーの物件となり、毎日各店からお金が支払われる。
- 敵対する各ファミリー所有の屋敷を爆破すると、そのファミリーが全滅し家も自分のファミリーのものなる。
- 相棒や部下を連れて、一緒に行動出来る（PS2版は連れて行けない）。

## 登場人物
- アルド・トラパニ

主人公。小さな頃に父親が殺されてしまう。プレイヤーが容姿をつくることができる。コルレオーネファミリーに忠誠を誓い、組織のための戦いに身を投じ、裏社会で成り上がっていく。
- ドン・コルレオーネ

レオーネ・ファミリーのボス。主人公の母親から彼の世話をしてくれるように依頼される。
- ソニー

ドンの息子の一人。ストーリー中盤で殺害される。
- マイケル・コルレオーネ

ドンの息子。

## 登場武器
- ピストル
- ショットガン
- 火炎瓶
- バッド

## 登場車両

### 本編

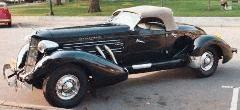
1935 オーバーン・851

- 1935 オーバーン・851

2ドアクーペ。ゲーム中、一番スピードが出るが耐久力はない。　
- 1946 GMC 1-Ton

小型トラック。幌無しとコンテナ付とがある。
- 1940 ナッシュ・アンバサダー・エイト

2ドア車。かなり速いがとにかく脆い。
- 1940 デソート・デラックス

4ドア車。警察車両・イエローキャブ・一般車両が存在する。
- 1938 ラサール・救急車

一部ミッションに登場する。

### ドンエンディション追加車種
- 1940 キャデラック・フリートウッド・シリーズ・75

- 1939 キャデラック・シリーズ・60
- シボレー・アパッチ
- 1956 シボレー・コルベット・C1
- 1950 シボレー・スタイルライン

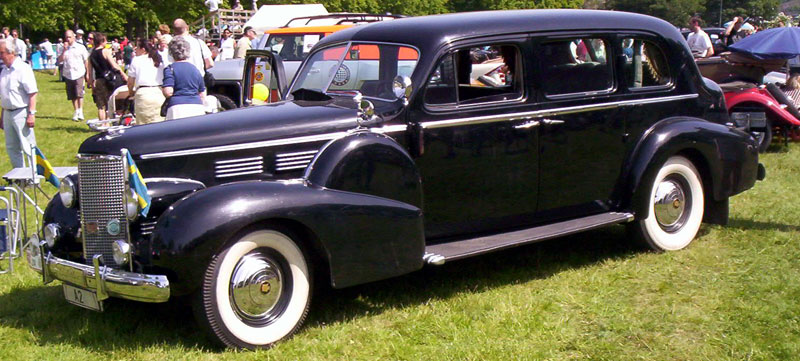
1940 キャデラック・フリートウッド・シリーズ・75

- インターナショナル・ハーベスター・K-Series
- インターナショナル・ハーベスター・L-Series

## 日本版の変更点
日本版では海外版と違って、以下の変更点（特にPS2版とPS3版）がある。
- 一部のイベントシーンを含めた、出血表現の大幅なカット。
- 下着姿の売春婦が、普通の服を着た女子学生に変更。
- 一般人を攻撃しても死なないのと、一般人に対して首を絞めるなどつかむ行為が出来ない。
- トムズ・レポートの日本語訳で、殺害した人数をカウントする項目で海外版では「Murder Case」となっているが、日本版では「注目」となっている。

## PSP版
- 日本国外のみ販売された。
- ステージクリア型

## その他
- ドン・コルレオーネの声優には生前のマーロン・ブランドの肉声を使用する予定だったが、低音質のため代わりにゲームでは彼に似た声質のビル・メイレンの音声が使われた。ソニー・コルレオーネ役のジェームズ・カーン、トム・ヘイゲン役のロバート・デュヴァル、サル・テッシオ役のエイブ・ヴィゴダは音声を提供したが、他の数人のゴッドファーザーキャストの音声は代役を使わなければならなかった。
- 映画版の脚本を指揮したフランシス・フォード・コッポラは2005年4月、ゲーム化される事をパラマウントから知らされていなかったので、ゲーム化に反対した[3]。アル・パチーノもゲームのキャストに参加せず(『スカーフェイス』のゲームに参加するため)、マイケル・コルレオーネの描写は代役と入れ替えられた。